# 1989-es Formula–1 magyar nagydíj
A magyar nagydíj volt az 1989-es Formula–1 világbajnokság tizedik futama, amelyet 1989. augusztus 13-án rendeztek meg a Hungaroringen.

## Futam
| Helyezés | Rajtszám | Versenyző             | Csapat/Motor          | Futott kör | Idő/Kiesés oka | Rajthely | Pont |
| -------- | -------- | --------------------- | --------------------- | ---------- | -------------- | -------- | ---- |
| 1        | 27       | Nigel Mansell         | Ferrari               | 77         | 1h49:38,650    | 12       | 9    |
| 2        | 1        | Ayrton Senna          | McLaren-Honda         | 77         | + 25,967       | 2        | 6    |
| 3        | 5        | Thierry Boutsen       | Williams-Renault      | 77         | + 38,354       | 4        | 4    |
| 4        | 2        | Alain Prost           | McLaren-Honda         | 77         | + 44,177       | 5        | 3    |
| 5        | 10       | Eddie Cheever         | Arrows-Ford           | 77         | + 45,106       | 16       | 2    |
| 6        | 11       | Nelson Piquet         | Lotus-Judd            | 77         | + 1:12,039     | 17       | 1    |
| 7        | 21       | Alex Caffi            | Dallara-Ford          | 77         | + 1:24,225     | 3        |      |
| 8        | 20       | Emanuele Pirro        | Benetton-Ford         | 76         | + 1 kör        | 25       |      |
| 9        | 4        | Jean Alesi            | Tyrrell-Ford          | 76         | + 1 kör        | 11       |      |
| 10       | 9        | Derek Warwick         | Arrows-Ford           | 76         | + 1 kör        | 9        |      |
| 11       | 8        | Stefano Modena        | Brabham-Judd          | 76         | + 1 kör        | 8        |      |
| 12       | 7        | Martin Brundle        | Brabham-Judd          | 75         | + 2 kör        | 15       |      |
| 13       | 3        | Jonathan Palmer       | Tyrrell-Ford          | 73         | + 4 kör        | 19       |      |
| Ki       | 24       | Luis Perez-Sala       | Minardi-Ford          | 57         | Ütközés        | 23       |      |
| Ki       | 28       | Gerhard Berger        | Ferrari               | 56         | Váltóhiba      | 6        |      |
| Ki       | 6        | Riccardo Patrese      | Williams-Renault      | 54         | Vízszivárgás   | 1        |      |
| Ki       | 36       | Stefan Johansson      | Onyx-Ford             | 48         | Váltóhiba      | 24       |      |
| Ki       | 19       | Alessandro Nannini    | Benetton-Ford         | 46         | Váltóhiba      | 7        |      |
| Ki       | 37       | Bertrand Gachot       | Onyx-Ford             | 38         | Váltóhiba      | 21       |      |
| Ki       | 12       | Nakadzsima Szatoru    | Lotus-Judd            | 33         | Baleset        | 20       |      |
| Ki       | 15       | Maurício Gugelmin     | March-Judd            | 27         | Elektronika    | 13       |      |
| Ki       | 16       | Ivan Capelli          | March-Judd            | 26         | Kerékhiba      | 14       |      |
| Ki       | 29       | Michele Alboreto      | Larrousse-Lamborghini | 26         | Motorhiba      | 26       |      |
| Ki       | 18       | Piercarlo Ghinzani    | Osella-Ford           | 20         | Elektronika    | 22       |      |
| Ki       | 23       | Pierluigi Martini     | Minardi-Ford          | 9          | Kerékhiba      | 10       |      |
| Ki       | 22       | Andrea de Cesaris     | Dallara-Ford          | 0          | Kuplung        | 18       |      |
| NK       | 25       | René Arnoux           | Ligier-Ford           |            |                |          |      |
| NK       | 26       | Olivier Grouillard    | Ligier-Ford           |            |                |          |      |
| NK       | 38       | Christian Danner      | Rial-Ford             |            |                |          |      |
| NK       | 39       | Volker Weidler        | Rial-Ford             |            |                |          |      |
| NeK      | 17       | Nicola Larini         | Osella-Ford           |            |                |          |      |
| NeK      | 30       | Philippe Alliot       | Larrousse-Lamborghini |            |                |          |      |
| NeK      | 41       | Yannick Dalmas        | AGS-Ford              |            |                |          |      |
| NeK      | 34       | Bernd Schneider       | Zakspeed-Yamaha       |            |                |          |      |
| NeK      | 40       | Gabriele Tarquini     | AGS-Ford              |            |                |          |      |
| NeK      | 31       | Roberto Moreno        | Coloni-Ford           |            |                |          |      |
| NeK      | 33       | Gregor Foitek         | Euro Brun-Judd        |            |                |          |      |
| NeK      | 35       | Szuzuki Aguri         | Zakspeed-Yamaha       |            |                |          |      |
| NeK      | 32       | Pierre-Henri Raphanel | Coloni-Ford           |            |                |          |      |

## Statisztikák
Vezető helyen:
- Riccardo Patrese: 52 kör (1–52)
- Ayrton Senna: 5 kör (53–57)
- Nigel Mansell: 20 kör (58–77)

Nigel Mansell 15. győzelme, 13. leggyorsabb köre, Riccardo Patrese 3. pole-pozíciója.
- Ferrari 96. győzelme.